# Prothema viridicana
Prothema viridicana là một loài bọ cánh cứng trong họ Cerambycidae.